# Halictus brevissimus
Halictus brevissimus är en biart som beskrevs av Cockerell 1945. Halictus brevissimus ingår i släktet bandbin, och familjen vägbin. Inga underarter finns listade i Catalogue of Life.